# Cordillera Oriental (Colombia)
La Cordigliera Orientale è uno dei tre rami principali in cui si divide la Cordigliera delle Ande in Colombia. 
Si estende da sud-ovest verso nord-est dal Nudo de Almaguer o Massiccio Colombiano nel dipartimento di Cauca fino alla Sierra de Perijá nel dipartimento di La Guajira.  I fianchi occidentali della catena montuosa rientrano nel bacino idrografico del fiume Magdalena, mentre il fianco orientale comprende i bacini del Rio delle Amazzoni, Orinoco e Catatumbo. Tra i suoi punti culminanti vi sono l'altopiano Cundiboyacense e la Sierra Nevada del Cocuy (con l'unico ghiacciaio di questa catena montuosa).